# Puhatu
Puhatu is een plaats in de Estlandse gemeente Alutaguse (Estisch: Alutaguse vald), provincie Ida-Virumaa. De plaats telt 13 inwoners (2021) en heeft de status van dorp (Estisch: küla).
Tussen 1992 en 2017 maakte Puhatu deel uit van de gemeente Illuka, die in 2017 opging in Alutaguse.
Ten oosten van Puhatu ligt een natuurreservaat, het Puhatu looduskaitseala met een oppervlakte van 469 km², dat zich uitstrekt tot aan het Peipusmeer. Het bestaat uit bossen en moerassen. In het reservaat ligt een aantal meren; het grootste is het Puhatu järv (20,9 hectare).

## Externe link

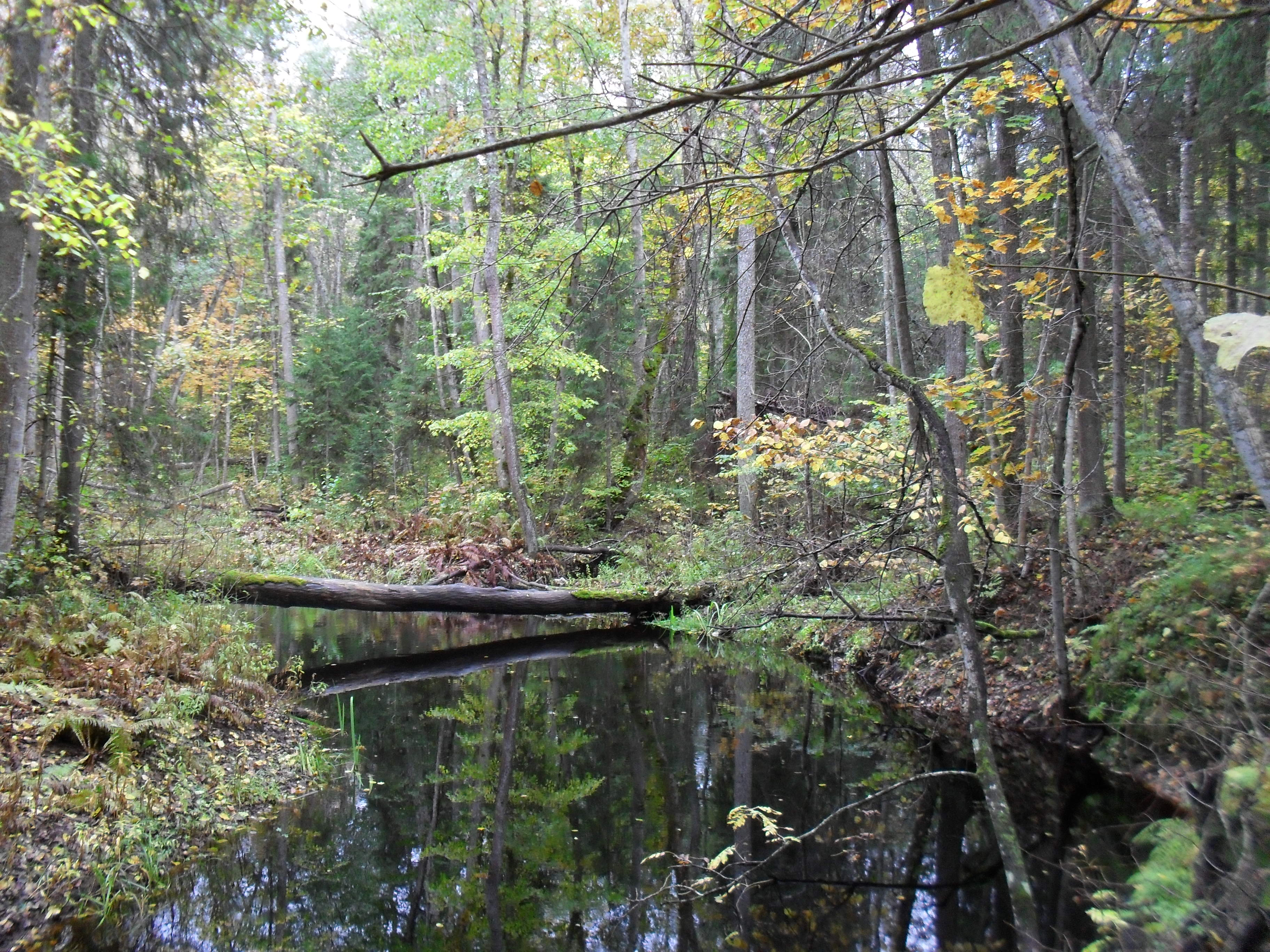
Het natuurreservaat bij Puhatu